# Rakaia sorenseni
Rakaia sorenseni – gatunek kosarza z podrzędu Cyphophthalmi i rodziny Pettalidae.

## Biotop
Gatunek ten bytuje w ściółce drzew liściastych.

## Podgatunki
Wyróżniono dwa podgatunki: 
- Rakaia sorenseni digitata (Forster, 1952)
- Rakaia sorenseni sorenseni (Forster, 1952)

## Występowanie
Jak wszyscy przedstawiciele rodzaju jest endemitem Nowej Zelandii. Oba podgatunki występują na Wyspie Południowej. Podgatunek nominatywny występuje w regionie Southland oraz w okolicach Dunedin, a R. s. digitata w okolicy Chaslands w regionie Otago.